# Podium
Podium (лат.) — род роющих ос (Sphecidae), включающий более 20 видов.

## Описание
Длина тела от 11 до 25 мм. Голова и брюшко чёрные. Ловят тараканов, которых убивают или парализуют, после чего переносят в гнездо, где кормят ими своих личинок. В гнёздах ос Podium denticulatum F. Smith, 1856 обнаружены паразитоиды из семейств Chrysididae, Eulophidae (Hymenoptera) и Tachinidae (Diptera), которые атакуют их личинок. Гнёзда Podium denticulatum содержат от 5 до 15 ячек.

## Распространение
Неотропика

## Систематика
Более 20 видов. Род из трибы Podiini de Saussure, 1892 (или подтриба Podiina в составе подсемейства Sceliphrinae).
- Podium agile Kohl, 1902
- Podium angustifrons Kohl, 1902
- Podium aureosericeum Kohl, 1902
- Podium batesianum W. Schulz, 1904
- Podium bugabense Cameron, 1888
- Podium chalybaeum Kohl, 1902
- Podium denticulatum F. Smith, 1856
- Podium eurycephalum Ohl, 1996
- Podium rufipes Fabricius, 1804typus
- другие виды